# Ether Way
Ether Way  is het eenendertigste album van de Britse progressieve rockband Caravan. Het is de een verzameling van niet eerder uitgebracht opnames gemaakt door de BBC, bij optredens van Caravan voor de radio.
De opnames zijn van 26 juni 1975 (nummers 1-3), 6 mei 1976 (nummers 4-5) en 2 mei 1977 (nummers 6-9).
Op de eerste drie nummers is de line-up nog met David Sinclair op de keyboards en Mike Wedgwood op basgitaar, de laatste nummers heeft Jan Schelhaas de keyboards overgenomen en Dek Messecar de basgitaar.

## Tracklist
1. The Show Of Our Lives - 4:54
2. Stuck In A Hole - 3:15
3. The Dabsong Conshirtoe - 12:32
4. All The Way - 6:33
5. A Very Smelly, Grubby Little Oik / Bobbing Wide / Come On Back / Oik Reprise - 11:44
6. Behind You - 5:13
7. The Last Unicorn - 5:34
8. Nightmare - 6:17
9. Better By Far - 4:48

## Bezetting
- Pye Hastings, zang, gitaar
- Geoff Richardson altviool, viool
- David Sinclair orgel, elektrische piano
- Jan Schelhaas orgel, elektrische piano
- Mike Wedgwood, basgitaar, zang
- Dek Messecar, basgitaar, zang
- Richard Coughlan, drums